# Roth-Akros
Team Roth is een Zwitserse wielerploeg. De ploeg bestaat sinds 2002, en verkreeg in 2014 voor het eerst een continentale licentie van de UCI. De manager is Giuseppe Lorenzetto. Ex-prof Mirco Lorenzetto is de teammanager. Tot 2015 reed de ploeg met een Italiaanse licentie. In 2016 verkreeg de ploeg een ProContinentale licentie.
2014 · 2015 · 2016